# Respect Us
Respect Us är en låt av rapparen Lil Wayne från hans debutalbum Tha Block Is Hot. Låten gästas av rapparen Juvenile.
Videon filmades i New Orleans.

## Listor
| Lista (2000)           | List- Position |
| ---------------------- | -------------- |
| USA, Billboard Hot 100 | 94             |